# شهرستان گاج
شهرستان گاج (به انگلیسی: Gage County) یک منطقهٔ مسکونی در ایالات متحده آمریکا است که در نبراسکا واقع شده‌است. شهرستان گاج ۲٬۲۲۷٫۴ کیلومتر مربع مساحت دارد.